# 동의수세보원
동의수세보원(東醫壽世保元)은 조선 후기에 동무 이제마가 저술한 의학서적으로 4권 2책으로 되어 있다. 이제마는 고종 30년(1893년)에 착수하여 고종 31년(1894)에 《동의수세보원》상·하 3권을 완성함으로써 사상의학설을 제창하였다. 고향인 함흥에서 의업에 종사하면서 광무 4년(1900년)에 다시 이 책에 성명론부터 태음인론까지를 추보(追補)하였으나, 태양인 이하의 3편을 미쳐 끝내지 못하고 사망하였다. 다음 해인 광무 5년(1901년) 6월 함흥에서 문하생들이 계를 조직하여 신구본을 합해 출판하였다.
서문에서 말한 바와 같이 사람을 그 체질에 따라서 4가지 형(型) 즉 사상(太陽, 少陰, 少陽, 太陰)으로 나누고, 모든 사람은 이 사상의 어느 한 가지에 속하므로 그 체질에 차이가 있다고 하였다. 따라서 같은 이름을 가진 질병이라 하더라도 치료법이 다르다고 말하고 있다.
《동의수세보원은》 사상의학의 원전으로 병을 다스리는 데 목적이 있을 뿐 아니라 유학적 측면에서의 각자 체질에 대한 예방의학적 양생과 몸가짐 마음가짐을 강조하고 있다. 의학적인 면뿐만 아니라 구한말 정세 급변 시기를 살아간 유학자의 독창적 성찰이 담긴 조선 유학의 최후 텍스트로도 그 가치가 있다.